# Alakhai Bekhi
Alakhai Bekhi, auch bekannt als Alagai Bäki (* um 1191; † nach 1230), war eine Tochter Dschingis Khans und seiner Hauptfrau Börte. Sie spielte während des Lebens ihres Vaters eine wichtige Rolle hinter den Kulissen. Ab 1215 übernahm sie die Kontrolle und Regierung der Territorien in China und trug den Ehrentitel Prinzessin, die den Staat leitet.

## Leben
1206 nahmen die Mitglieder des Stammes der Onguden, die Verbündete Dschingis Khans waren, an seinem großen Kurultai teil und brachten Geschenke aus ihren Heimländern. Zur Anerkennung ihrer Loyalität wurde Alakhai mit einem Verwandten, vermutlich dem Sohn des Anführers der Onguden Alaqush, verheiratet. Als sie ungefähr 16 Jahre alt war, zog sie in das Gebiet südlich der Wüste Gobi, wo die Onguden ein halbnomadisches Leben führten. Dies diente Dschingis als strategische Stütze in diesem Gebiet, in dem es viele sesshafte Königreiche mit großen Bevölkerungszahlen gab. Immer wenn die Mongolen nach Süden zogen, versorgte Alakhai sie von dort aus mit Pferden und Vorräten.
1211 rebellierten die Onguden gegen Alakhai und versuchten, sie zu töten. Ihr gelang die Flucht, doch ihr Ehemann und ihre Unterstützer wurden getötet. Sie brachte zwei ihrer Stiefsöhne mit zur mongolischen Armee. Dschingis schickte sie mit einem Teil seiner Armee zurück und die Rebellion wurde niedergeschlagen. Dschingis hatte zunächst vor, als Vergeltung den Großteil der männlichen Onguden hinzurichten, doch Alakhai überzeugte ihn davon, nur die Mörder ihres Ehemanns zu bestrafen. Danach heiratete Alakhai ihren Stiefsohn Jingue und die Onguden blieben von da an ihr und Dschingis gegenüber loyal. Mit Jingue zeugte sie einen Sohn namens Negudei.
Nachdem ihr Vater sich 1215 in die Mongolei zurückgezogen hatte, wurde ihr die Herrschaft über die von ihm eroberten chinesischen Territorien überlassen. Er gab ihr den Titel „Prinzessin, die den Staat führt.“ Sie sandte regelmäßig Truppen, um ihren Vater bei Feldzügen zu unterstützen.
Nach Jingues Tod im Jahr 1225 heiratete sie Boyaohe, einen ihrer anderen Stiefsöhne. Ihr Sohn Negudei starb während einer Schlacht in den 1230er Jahren. Sie unterstützte danach die Interessen von Boyaohes Kindern, indem sie Hochzeiten mit ihnen und Frauen des Klans der Borjign arrangierte.
Alakhai setzte sich für die Alphabetisierung ein. Laut einem chinesischen Gesandten las sie täglich; vor allem medizinische und religiöse Texte.